# Alexander Dreymon
 Alexander Dreymon (né Alexander Doetsch le 7 février 1983) est un acteur allemand, connu pour avoir joué le rôle d'Uhtred de Bebbanburg, héros de la série télévisée diffusée sur BBC 2 The Last Kingdom.

## Biographie
Alexander Doetsch dit Dreymon est un acteur allemand qui a grandi en France, en Suisse, en Allemagne et aux États-Unis.
Il a d'abord étudié à Paris, puis, pendant trois ans, au Drama Centre de Londres.

### Vie privée
Il parle couramment l'anglais, le français, l'italien et l'allemand.
Il est en couple avec l’actrice Allison Willams avec qui il a tourné Horizon Line. Ils accueillent ensemble, à l’automne 2021, leur premier enfant, Arlo.

## Carrière
Il est apparu sur des scènes de théâtre à Londres et à Paris, avant de faire ses débuts à la télévision en 2010, dans le téléfilm franco-belge Ni reprise, ni échangée, et l'année suivante dans le téléfilm britannique Christopher et Heinz.
Il a ensuite travaillé dans plusieurs courts métrages aux États-Unis. Il a également joué le rôle de Luke Ramsey dans la saison 3 d'American Horror Story : Coven.
Il tient, depuis 2015, le rôle d'Uhtred de Bebbanburg, le personnage principal de la série télévisée britannique The Last Kingdom. La série s'achève en 2022.

## Filmographie

### Cinéma

#### Longs métrages
- 2011 : Sotto il vestito niente - L'ultima sfilata de Carlo Vanzina : Bruce Norton
- 2011 : Resistance d'Amit Gupta : Steiner
- 2014 : Blood Ransom de Francis dela Torre : Jeremiah
- 2016 : Guys Reading Poems d'Hunter Lee Hughes : Le père
- 2019 : Heartlock de Jon Kauffman : Lee Haze
- 2020 : Horizon Line de Mikael Marcimain : Jackson
- 2023 : The Last Kingdom : Sept rois doivent mourir (The Last Kingdom: Seven Kings Must Die) d'Edward Bazalgette : Uhtred de Bebbanburg (également producteur délégué)

#### Courts métrages
- 2011 : Who's Watching Who de Sebastian Solberg : Shape Shifter
- 2015 : The Test of Time d'Eddie Perez : Steve
- 2019 : Mabel de Kimberley Wintle : Jack

### Télévision

#### Séries télévisées
- 2013 : American Horror Story : Coven : Luke Ramsey
- 2015 - 2022 : The Last Kingdom : Uhtred de Bebbanburg

#### Téléfilm
- 2010 : Ni reprise, ni échangée de Josée Dayan : Alexandre
- 2011 : Christopher et Heinz (Christopher and His Kind) de Geoffrey Sax : Caspar